# Platform SDK
Microsoft Windows SDK, Microsoft Sync Framework 2.1, Platform SDK, и .NET Framework SDK (Software Development Kits) — комплекты разработки программного обеспечения от Microsoft, которые содержат файлы заголовков, библиотеки, примеры, документацию и инструменты, необходимые для разработки приложений для Microsoft Windows и .NET Framework.
Разница между этими тремя SDK заключается в их области специализации:
- Platform SDK специализируется на разработке приложений для Windows 2000, Windows XP и Windows Server 2003
- .NET Framework SDK занимается разработкой приложений для .NET Framework 1.1. и .NET Framework 2.0.
- Windows SDK является преемником двух предыдущих и поддерживает разработку приложений для Windows XP, Windows Vista, Windows 7, Windows Server 2008, .NET Framework 3.0, .NET Framework 3.5 и .NET Framework 4.0.

Platform SDK — это преемник оригинального Microsoft Windows SDK для Windows 3.1x и Microsoft Win32 SDK для Windows 9x, впервые он был выпущен в 1999. Platform SDK также содержит ресурсы (инструменты, документацию, образцы и т. д.) и компиляторы, необходимые для разработки 64-битных приложений на платформах x86, x64 и Itanium (IA-64).

## Получение пакета SDK
SDK для Windows доступны бесплатно на Microsoft Download Center Microsoft Platform SDK февраля 2003 издание.